# Jan Syrový
Jan Syrový, né le 24 janvier 1888 à Třebíč et mort le 17 octobre 1970 à Prague, est un militaire et homme politique tchécoslovaque. Il est Premier ministre de septembre à décembre 1938 sous la Première République et la Deuxième République.

## Biographie
Il fait des études de construction dans un collège technique puis s'engage en 1906 dans l'armée austro-hongroise. Après des études en Russie, il combat pendant la Première Guerre mondiale au sein des légions tchèques de l'armée russe et perd un œil au cours de la bataille de Zborov (en).
De 1920 à 1924 il est commandant de l'armée de terre, de 1924 à 1927 vice-chef d'état-major de l'armée de terre. Il est brièvement ministre de la Défense (mars-octobre 1926). Promu général en 1927, il est chef d'état-major général des armées tchécoslovaques jusqu'en 1933 puis inspecteur général des armées de 1933 à 1938. 
Il est nommé Premier ministre le 22 septembre 1938. Il démissionne le 1er décembre 1938. Il est de nouveau ministre de la Défense dans le cabinet de Rudolf Beran (1er décembre 1938- 27 avril 1939). Accusé en 1947 d'avoir collaboré avec l'Allemagne nazie il est jugé à Prague avec Rudolf Beran et est condamné à vingt ans de prison. En 1960 le président Antonín Novotný l'amnistie. Il travaille comme gardien de nuit.
Il meurt le 17 octobre 1970.